# Osibisa
Osibisa est un groupe britannique d'afro-pop, originaire de Londres. Il est formé en 1969 par trois musiciens ghanéens et trois musiciens caribéens. Au départ, il est constitué de Teddy Osei (saxophone et voix), Mac Tontoh (trompette et voix), Sol Amarfio (batterie et voix), du Nigérien Loughty Lassisi Amao (percussions), et les Caraïbiens Robert Bailey (claviers), Spartacus R. (basse), du Camerounais Jean Dikoto Mandengue (basse) et Wendell Richardson (guitare et voix). 
Au fur et à mesure des années, les membres changent et d'autres musiciens, comme par exemple Kiki Gyan, jouent avec le groupe. Kiki Gyan a composé la plupart des titres de l'album Ojah Awake.

## Histoire
En 1977, il participe au FESTAC 77, un festival des cultures et arts noirs et africains qui se tient à Lagos, au Nigeria, et réunit près de 60 pays.
Le nom Osibisa est décrit dans les paroles, les notes d'album et les interviews comme signifiant « des rythmes croisés qui explosent de bonheur », mais il vient en fait de « osibisaba », le mot fante pour highlife,. Le producteur de hip-hop ghanéen Hammer of The Last Two déclare que sa première production, l'album Pae Mu Ka d'Obrafour, l'album hiplife le plus vendu, est inspirée par une seule chanson (Welcome Home) d'Osibisa. Il a également l'occasion de travailler avec Kiki Gyan quelques jours avant son décès.
Osibisa a eu une importante série de concerts en Inde en 1981, culminant avec la sortie de l'album Unleashed - Live in India. Le groupe s'est engagé dans un retour en Inde, se produisant au November Fest 2010 le 28 novembre 2010, à la Corporation Kalaiarangam à Coimbatore, Tamil Nadu.
Le 13 décembre 2022, le batteur et membre fondateur Sol Amarfio décède à l'âge de 84 ans. En juin 2023, Victor Mensah, bassiste, parfois claviériste et producteur de longue date d'Osibisa, décède à l'âge de 66 ans, des suites d'une longue maladie. 

## Membres
- Teddy Osei - saxophone
- Colin Graham - trompette
- Kofi Ayivor, Nii Tagoe - percussion, conga
- Sol Amarfio (†), KB - tambour
- Bessa Simons, Kwame Yeboah, Chris Jerome, Emmanuel Rentzos - clavier
- Kari Bannerman, Gregg Kofi Brown, Wendell Richardson - guitare
- Jean Dikoto Mandengue, Victor Mensah, Herman Asafo - basse
- Gregg Kofi Brown, Teddy Osei, EmmanuelRentzos, Wendell Richeardson - chant
- Mick Tresnan aka Mick Tee - manager

## Discographie

### Albums studio
- 1971 : Osibisa (55e au Billboard 200[7], 47e au Canada, 13e en Australie[8])
- 1971 : Woyaya (66e au Billboard[7])
- 1972 : Heads  (125e au Billboard[7])
- 1973 : Best of Osibisa
- 1973 : Superfly TNT Soundtrack (159e au Billboard[7])
- 1973 : Happy Children (46e en Australie[8])
- 1974 : Osibirock (175e au Billboard[7])
- 1975 : Welcome Home (200e au Billboard[7], 75e en Australie[8])
- 1976 : Ojah Awake
- 1980 : Mystic Energy
- 1981 : African Flight
- 1983 : Unleashed
- 1989 : Movements
- 1992 : Africa We Go Go
- 1992 : Uhuru
- 1992 : The Warrior
- 1992 : Ayiko Bia
- 1992 : Jambo
- 1992 : Gold
- 1992 : Criss Cross Rhythms
- 1997 : Monsore
- 1997 : Hot Flashback Volume 1
- 1997 : Sunshine Day: The Very Best of Osibisa
- 2001 : Best of V.1
- 2002 : Millennium Collection
- 2002 : Best of Osibisa
- 2003 : African Dawn, African Flight
- 2004 : Wango Wango
- 2008 : Selected Works
- 2009 : Osee Yee'
- 2021 : New Dawn

### Albums live
- 1977 : Black Magic Night: Live at the Royal Festival Hall
- 1998 : Live at Cropredy
- 2001 : Aka Kakra (Acoustic Live)
- 2005 : Blue Black Night (Live) (2 CD)

### Compilations
- 1997 : The Ultimate Collection (2 CD)
- 1994 : Celebration: The Best of Osibisa
- 1994 : The Very Best of Osibisa
- 1999 : The Best of Osibisa
- 2003 : Very Best of Osibisa
- 2008 : Sunshine Day: The Hits
- 2009 : The Very Best of Osibisa

### Singles
- 1971 : Music for Gong Gong
- 1972 : Wango Wango
- 1972 : Ana Bo 1
- 1972 : Move on
- 1973 : Prophets
- 1973 : Happy Children
- 1974 : Adwoa
- 1974 : Who's Got The Paper
- 1975 : The Warrior
- 1975 : Sunshine Day
- 1976 : Black Ant
- 1976 : Dance the Body Music
- 1976 : The Coffee Song
- 1977 : The Warrior
- 1977 : Black Out
- 1978 : Living Loving Feeling
- 1980 : Jumbo
- 1980 : Celebration
- 1980 : Oreba
- 1980 : I Feel Pata Pata
- 1982 : Move Your Body
- 1985 : Wooly Bully
- 1996 : Sunshine Day (radio edit)
- 1997 : Dance The Body Music